# Torpedo (film)
Torpedo is een Belgische film uit 2019 onder regie van Sven Huybrechts. De film ging in première op 23 oktober 2019.

## Verhaal
1943, de Tweede Wereldoorlog is in volle gang. Een groep Vlaamse verzetsstrijders krijgt een geheime opdracht. Ze moeten vanuit Belgisch-Congo met een gekaapte Duitse U-boot een lading uranium vervoeren naar New York, in de wedloop om als eerste natie een atoombom te kunnen maken (het zogenaamde Manhattanproject), zodat de Geallieerden de oorlog zullen winnen.

## Rolverdeling
| Acteur                 | Personage       |
| ---------------------- | --------------- |
| Koen De Bouw           | Stan            |
| Thure Riefenstein      | Franz Jäger     |
| Ella-June Henrard      | Nadine          |
| Joren Seldeslachts     | Filip           |
| Sven De Ridder         | Klisse          |
| Stefan Perceval        | Tamme           |
| Bert Haelvoet          | Fons            |
| Rudy Mukendi           | Jenga           |
| Gilles De Schryver     | Van Praag       |
| Robrecht Vanden Thoren | Werner          |
| Vic De Wachter         | Kapitein Maes   |
| Martin Semmelrogge     | Kirchbaum       |
| Steve Geerts           | Peter           |
| Ludwig Hendrickx       | Duitse officier |

## Filmlocaties
De openingsscène van de film werd opgenomen in het begijnhof van Turnhout, vanwege de typische bouwstijl van de huizen. Deze leunt aan bij de tijdsgeest waarin de film zich afspeelt. De binnenopnames vonden voornamelijk plaats in een voormalige legerhal in Weelde (Ravels). Daarnaast werden er ook buitenopnames gedraaid op Malta.